# Ramon Julibert i Torras
Ramon Julibert i Torras   (Barcelona, 10 de juny de 1929 - 5 de desembre de 2013) fou conegut per cantar òpera al metro de Barcelona vuit hores al dia durant cinquanta anys.
De família benestant, va estudiar a La Salle i després per a practicant ATS. Inconformista, va marxar a Londres i a Alemanya, on va aprendre anglès i alemany, va treballar d'ATS i de camioner, es va casar i tingué un fill. Tornà a Barcelona després de separar-se i a la seva ciutat es va tornar a casar i aquest cop tingué tres fills, el seu caràcter indomable el conduirien al distanciament. Visqué en pensions mentre invertia la seva petita paga mensual en antiguitats. Tenia molt bon ull per comprar però no tant per vendre. Sobretot anava al darrere de certs exemplars de diaris antics.
Començà a cantar al Parc de la Ciutadella, on es va estar vuit anys, fins que va trobar-hi un home difunt. Després va anar al metro de plaça Catalunya i Passeig de Gràcia, línia verda, direcció Montbau. La seva il·lusió era entrenar-se durament per a fer una prova al Liceu que no va fer mai, i mentrestant guanyar-se la simpatia dels passatgers del metro. No es preocupà de canviar la seva suposada excentricitat. L'americana i la corbata no hi mancaven mai en la seva indumentària i cobrien el cos prim i quixotesc d'un home vell. Duia sempre a les mans un bolígraf bic-cristall que feia de vegades de batuta i altres de micròfon. El metge li recomanava no cantar pels seus problemes amb els pulmons, però en feia cas. Joan Vall en feu un documental i Dolors Boatella en va fer un article d'homenatge i el descrigué amb aquestes paraules: "Es movia amb els braços alçats, agafava aire i deixava anar alguna ària desordenada que interpretava a viva veu, amb un color de tenor abaritonat i amb un vibrat potent i totalment fora de qualsevol partitura. No demanava caritat, no parlava amb ningú, simplement anava a l'estació de Passeig de Gràcia i cantava ben fort, de pit i de cor." El seu carisma fins i tot li va facilitar ser la imatge d'una campanya de Nadal de Vinçon. Esmorzava al centre Assis de Sarrià. El desembre del 2013 una operació de cataractes li provocà un problema coronari que li comportaria la mort.
Molts van ser els qui després de la seva mort recordaren la seva humanitat i bonhomia. Una petició perquè TMB i l'Ajuntament de Barcelona fes una escultura per a recordar el cantant va tenir centenars de suports. L'any 2014 es va fer un documental sobre ell